# Johan Læstadius (1664–1730)
Johan Læstadius, född 30 januari 1664 i Arjeplogs församling, död 5 april 1730 i Silbojokks församling, var en svensk präst.

## Biografi
Læstadius var son till kyrkoherden i Arjeplog, Johan Læstadius. Efter skolgång vid Piteå skola från 1677 blev han 1686 student vid Uppsala universitet. Han prästvigdes 1690 till adjunkt åt fadern och utnämndes 1697 till dennes efterträdare som kyrkoherde i Arjeplog, där han tillträdde året därpå. År 1718 utnämndes han till pastor i Silbojokk och tillträdde 1719. 

### Familj
Læstadius var gift med Brita Noræus Fjellström, som var dotter till kyrkoherden i Silbojock Eric Fjellström. Bland 12 kända barn märks Johan Læstadius som efterträdde sin far efter dennes död 1730.